# Mary Mitchell O'Connor
Mary Mitchell O'Connor, née le 10 juin 1959 à Milltown, est une femme politique irlandaise, membre du Fine Gael.
Elle est secrétaire d'État à l'Enseignement supérieur dans le gouvernement de Leo Varadkar de 2017 à 2020.